# Spio bengalensis
Spio bengalensis är en ringmaskart som beskrevs av Willey 1908. Spio bengalensis ingår i släktet Spio och familjen Spionidae. Inga underarter finns listade i Catalogue of Life.